# Barcelona Open Banco Sabadell 2021
Barcelona Open Banco Sabadell 2021, známý jako Torneo Godó 2021, byl tenisový turnaj pořádaný jako součást mužského okruhu ATP Tour, který se odehrával v Královském tenisovém klubu na otevřených antukových dvorcích. Probíhal mezi 19. až 25. dubnem 2021 v katalánské metropoli Barceloně jako šedesátý osmý ročník turnaje. Ročník 2020 se nekonal pro přerušení sezóny v důsledku pandemie covidu-19.
Turnaj s rozpočtem 1 702 800 eur patřil do kategorie ATP Tour 500. Nejvýše nasazeným ve dvouhře se stal třetí hráč světa Rafael Nadal. Jako poslední přímý účastník do singlové soutěže nastoupil 82. hráč žebříčku, Ital Salvatore Caruso.
Osmdesátý sedmý singlový titul na okruhu ATP Tour vybojoval 34letý Španěl Rafael Nadal, jenž navýšil absolutní rekord v počtu 61 trofejí vyhraných na antuce. Rovněž se stal prvním 12násobným šampionem Barcelona Open. Časem 3 hodiny a 38 minut se zápas o titul stal nejdelším finále na túře ATP od začátku počítání statistik v roce 1991, v utkáních na dvě vítězné sady. Deblový titul obhájili Kolumbijci Juan Sebastián Cabal s Robertem Farahem a získali osmnáctou společnou trofej.

## Rozdělení bodů a finančních odměn

### Rozdělení bodů
| Soutěž  | vítězové | finalisté | semifinalisté | čtvrtfinalisté | 16 v kole | 32 v kole | 64 v kole | Q  | Q2 | Q1 |
| ------- | -------- | --------- | ------------- | -------------- | --------- | --------- | --------- | -- | -- | -- |
| dvouhra | 500      | 300       | 180           | 90             | 45        | 20        | 0         | 10 | 4  | 0  |
| čtyřhra | 500      | 300       | 180           | 90             | 0         | —         | —         | 45 | 25 | 0  |

### Finanční odměny
| Soutěž                              | vítězové  | finalisté | semifinalisté | čtvrtfinalisté | 16 v kole | 32 v kole | 64 v kole | Q2      | Q1      |
| ----------------------------------- | --------- | --------- | ------------- | -------------- | --------- | --------- | --------- | ------- | ------- |
| dvouhra                             | 178 985 € | 111 600 € | 69 840 €      | 42 180 €       | 24 900 €  | 14 700 €  | 8 700 €   | 3 960 € | 2 100 € |
| čtyřhra                             | 58 500 €  | 39 300 €  | 26 100 €      | 17 100 €       | 10 800 €  | —         | —         | —       | —       |
| částka ve čtyřhře je uvedena na pár |           |           |               |                |           |           |           |         |         |

## Mužská dvouhra

### Nasazení
| Stát                          | Hráč                  | ATP | Nasazení |
| ----------------------------- | --------------------- | --- | -------- |
| Španělsko                     | Rafael Nadal          | 3.  | 1.       |
| Řecko                         | Stefanos Tsitsipas    | 5.  | 2.       |
| Rusko                         | Andrej Rubljov        | 8.  | 3.       |
| Argentina                     | Diego Schwartzman     | 9.  | 4.       |
| Španělsko                     | Roberto Bautista Agut | 11. | 5.       |
| Belgie                        | David Goffin          | 12. | 6.       |
| Španělsko                     | Pablo Carreño Busta   | 13. | 7.       |
| Kanada                        | Denis Shapovalov      | 14. | 8.       |
| Itálie                        | Fabio Fognini         | 18. | 9.       |
| Kanada                        | Félix Auger-Aliassime | 21. | 10.      |
| Itálie                        | Jannik Sinner         | 22. | 11.      |
| Rusko                         | Karen Chačanov        | 23. | 12.      |
| Chile                         | Cristian Garín        | 24. | 13.      |
| Austrálie                     | Alex de Minaur        | 25. | 14.      |
| Norsko                        | Casper Ruud           | 27. | 15.      |
| Spojené království            | Dan Evans             | 33. | 16.      |
| Francie                       | Adrian Mannarino      | 34. | 17.      |
| Žebříček ATP k 12. dubnu 2021 |                       |     |          |

### Jiné formy účasti
Následující hráči obdrželi divokou kartu do hlavní soutěže:
- Carlos Alcaraz
- Jaume Munar
- Lorenzo Musetti
- Andrej Rubljov

Následující hráči postoupili z kvalifikace:
- Tallon Griekspoor
- Ilja Ivaška
- Andrej Kuzněcov
- Sumit Nagal
- Holger Rune
- Bernabe Zapata Miralles

Následující hráč postoupil z kvalifikace jako tzv. šťastný poražený:
- Federico Gaio

### Odhlášení
před zahájením turnaje
- Grigor Dimitrov → nahradil jej  Salvatore Caruso
- Lloyd Harris → nahradil jej  Thiago Monteiro
- Nick Kyrgios → nahradil jej  Jo-Wilfried Tsonga
- Reilly Opelka → nahradil jej  Pierre-Hugues Herbert
- Casper Ruud → nahradil jej  Federico Gaio
- Jan-Lennard Struff → nahradil jej  Gilles Simon

### Diskvalifikace
- Fabio Fognini

### Skrečování
- David Goffin

## Mužská čtyřhra

### Nasazení
| Stát                                                                                   | Hráč                 | Stát               | Hráč             | ATP | Nasazení |
| -------------------------------------------------------------------------------------- | -------------------- | ------------------ | ---------------- | --- | -------- |
| Kolumbie                                                                               | Juan Sebastián Cabal | Kolumbie           | Robert Farah     | 5.  | 1.       |
| Španělsko                                                                              | Marcel Granollers    | Argentina          | Horacio Zeballos | 20. | 2.       |
| USA                                                                                    | Rajeev Ram           | Spojené království | Joe Salisbury    | 23. | 3.       |
| Nizozemsko                                                                             | Wesley Koolhof       | Polsko             | Łukasz Kubot     | 26. | 4.       |
| Žebříček ATP k 12. dubnu 2021; číslo je součtem žebříčkového postavení obou členů páru |                      |                    |                  |     |          |

### Jiné formy účasti
Následující páry obdržely divokou kartu do hlavní soutěže:
- Carlos Alcaraz /  Pablo Carreño Busta
- Feliciano López /  Marc López

Následující pár postoupil z kvalifikace:
- Adrian Mannarino /  Benoît Paire

### Odhlášení
- Jamie Murray /  Bruno Soares → nahradili je  Cristian Garín /  Guido Pella
- Ivan Dodig /  Franko Škugor → nahradili je  Ivan Dodig /  Jamie Murray

## Přehled finále

### Mužská dvouhra
- Rafael Nadal vs.  Stefanos Tsitsipas, 6–4, 6–7(6–8), 7–5

### Mužská čtyřhra
- Juan Sebastián Cabal /  Robert Farah vs.  Kevin Krawietz /  Horia Tecău, 6–4, 6–2